# Europese kampioenschappen indooratletiek 2023 – 60 meter horden vrouwen
De 60 meter horden voor vrouwen op de Europese kampioenschappen indooratletiek 2023 vonden de series plaats op 4 maart en de halve finales en finale plaats op 5 maart 2023 en werd gehouden op de shorttrackbaan van Ataköy Arena in Istanbul in Turkije. Het was de vijfendertigste keer dat dit onderdeel op het programma stond. 
De 60 meter horden voor vrouwen werd gewonnen door de Finse Reetta Hurske in 7,79 seconden dat een nieuw nationaal record betekende. De Nederlandse Nadine Visser won het zilver in 7,84 seconden. Het brons ging naar de Zwitserse Ditaji Kambundji in 7,91 seconden.

## Records
Voorafgaand aan het toernooi waren dit het Wereldrecord, Europees record, Kampioenschapsrecord en de Wereld-, Europese leiding.
| Wereldrecord         | Susanna Kallur        | 7,68 | Karlsruhe    | 10 maart 2008    |
| Europees record      | Susanna Kallur        | 7,68 | Karlsruhe    | 10 maart 2008    |
| Kampioenschapsrecord | Lyudmila Narozhilenko | 7,74 | Glasgow      | 4 maart 1990     |
| WL                   | Masai Russell         | 7,77 | Fayetteville | 25 februari 2023 |
| EL                   | Pia Skrzyszowska      | 7,78 | Łódź         | 4 februari 2023  |

## Resultaten

### Series
De eerste drie van elke serie kwalificeerden zich direct voor de halve finales. Van de overgebleven atleten kwalificeerden de vier tijdsnelsten zich ook voor de halve finales.

#### Serie 1
| Rang | Atleet               | Land      | Tijd (s) | Bijz. |
| ---- | -------------------- | --------- | -------- | ----- |
| 1    | Nadine Visser        | Nederland | 7,88     | Q     |
| 2    | Laëticia Bapté       | Frankrijk | 7,97     | Q     |
| 3    | Gréta Kerekes        | Hongarije | 8,04     | Q     |
| 4    | Anne Zagré           | België    | 8,13     | q     |
| 5    | Xènia Benach         | Spanje    | 8,17     |       |
| 6    | Monika Zapalska      | Duitsland | 8,19     |       |
| 7    | Victoria Rausch      | Luxemburg | 8,23     |       |
| 8    | Joni Tomičić Prezelj | Slovenië  | 9,22     |       |

#### Serie 2
| Rang | Atleet              | Land        | Tijd (s) | Bijz. |
| ---- | ------------------- | ----------- | -------- | ----- |
| 1    | Cyréna Samba-Mayela | Frankrijk   | 7,99     | Q     |
| 2    | Maayke Tjin A-Lim   | Nederland   | 8,03     | Q     |
| 3    | Natalia Christofi   | Cyprus      | 8,08     | Q     |
| 4    | Weronika Nagięć     | Polen       | 8,09     | q     |
| 5    | Annimari Korte      | Finland     | 8,14     | q     |
| 6    | Mathilde Heltbech   | Denemarken  | 8,15     | SB    |
| 7    | Anna Tóth           | Hongarije   | 8,20     |       |
| 8    | Anais Karagianni    | Griekenland | 8,34     |       |

#### Serie 3
| Rang | Atleet             | Land       | Tijd (s) | Bijz. |
| ---- | ------------------ | ---------- | -------- | ----- |
| 1    | Reetta Hurske      | Finland    | 7,93     | Q     |
| 2    | Mette Graversgaard | Denemarken | 7,96     | Q, NR |
| 3    | Judy Chalcou       | Frankrijk  | 8,03     | Q     |
| 4    | Andrea Rooth       | Noorwegen  | 8,21     |       |
| 5    | Viktória Forster   | Slovenië   | 8,24     |       |
| 6    | Anna Plotitsyna    | Oekraïne   | 8,26     |       |
| 7    | Nicla Mosetti      | Italië     | 8,30     |       |

#### Serie 4
| Rang | Atleet             | Land        | Tijd (s) | Bijz. |
| ---- | ------------------ | ----------- | -------- | ----- |
| 1    | Ditaji Kambundji   | Zwitserland | 8,02     | Q     |
| 2    | Sarah Lavin        | Ierland     | 8,03     | Q     |
| 3    | Zoë Sedney         | Nederland   | 8,08     | Q     |
| 4    | Elisa Di Lazzaro   | Italië      | 8,10     | q     |
| 5    | Lotta Harala       | Finland     | 8,17     |       |
| 6    | Olimpia Barbosa    | Portugal    | 8,21     |       |
| 7    | Anja Lukić         | Servië      | 8,23     |       |
| —    | Elisavet Pesiridou | Griekenland | DNS      |       |

### Halve finales
De eerste drie van elke halve finale kwalificeerden zich direct voor de finale. Van de overgebleven atleten kwalificeerden de twee tijdsnelsten zich ook voor de finale.

#### Halve finale 1
| Rang | Atleet             | Land        | Tijd (s) | Bijz. |
| ---- | ------------------ | ----------- | -------- | ----- |
| 1    | Nadine Visser      | Nederland   | 7,93     | Q     |
| 2    | Mette Graversgaard | Denemarken  | 7,94     | Q, NR |
| 3    | Ditaji Kambundji   | Zwitserland | 7,97     | Q     |
| 4    | Maayke Tjin A-Lim  | Nederland   | 8,02     | Q     |
| 5    | Annimari Korte     | Finland     | 8,13     |       |
| 6    | Weronika Nagięć    | Polen       | 8,15     |       |
| —    | Judy Chalcou       | Frankrijk   | DNS      |       |
| —    | Natalia Christofi  | Cyprus      | DNS      |       |

#### Halve finale 2
| Rang | Atleet              | Land      | Tijd (s)  | Bijz. |
| ---- | ------------------- | --------- | --------- | ----- |
| 1    | Reetta Hurske       | Finland   | 7,85      | Q     |
| 2    | Laëticia Bapté      | Frankrijk | 7,91      | Q     |
| 3    | Sarah Lavin         | Ierland   | 7,99      | Q     |
| 4    | Gréta Kerekes       | Hongarije | 8,00(997) | Q, PB |
| 5    | Cyréna Samba-Mayela | Frankrijk | 8,00(000) |       |
| 6    | Zoë Sedney          | Nederland | 8,06(051) |       |
| 7    | Elisa Di Lazzaro    | Italië    | 8,06(052) |       |
| 8    | Anne Zagré          | België    | 8,08      | SB    |

### Finale
| Rang   | Atleet             | Land        | Tijd (s) | Bijz. |
| ------ | ------------------ | ----------- | -------- | ----- |
| Goud   | Reetta Hurske      | Finland     | 7,79     | =NR   |
| Zilver | Nadine Visser      | Nederland   | 7,84     | SB    |
| Brons  | Ditaji Kambundji   | Zwitserland | 7,91     |       |
| 4      | Mette Graversgaard | Denemarken  | 7,92     | NR    |
| 5      | Laëticia Bapté     | Frankrijk   | 7,97     |       |
| 6      | Sarah Lavin        | Ierland     | 8,03     |       |
| 7      | Gréta Kerekes      | Hongarije   | 8,03     |       |
| 8      | Maayke Tjin A-Lim  | Nederland   | 8,09     |       |